# ニール・マグニー
ニール・マグニー（Neil Magny、1987年8月3日 - ）は、アメリカ合衆国の男性総合格闘家。ニューヨーク州ブルックリン出身。エレベーション・ファイトチーム所属。

## 来歴
ハイチ人とドミニカ共和国人の家系の家庭に生まれる。17歳からミゲール・トーレスのジムでブラジリアン柔術とキックボクシングを始め、南イリノイ大学進学後は国家警備隊に入隊。全米兵格闘選手権と全防衛軍格闘技選手権で優勝し、大学在学中の2010年に総合格闘技デビュー。

### The Ultimate Fighter
2012年8月、リアリティ番組「The Ultimate Fighter」のシーズン16に出場。シェイン・カーウィン率いるチーム・カーウィンに所属。ウェルター級トーナメント1回戦でキャメロン・ディフリーと対戦し、3-0の判定勝ち。2回戦でブリストル・マルンデと対戦し、3-0の判定勝ち。準決勝でマイク・リッチと対戦し、肘打ちでKO負けを喫した。
2013年1月、プロ格闘家に専念するため、イリノイ州兵を退役した。

### UFC
2013年2月23日、UFC初参戦となったUFC 157でジョン・マンリーと対戦し、3-0の判定勝ちを収めた。
2015年2月14日、UFC Fight Night: Henderson vs. Thatchでストラッサー起一と対戦し、リアネイキドチョークで一本勝ち。パフォーマンス・オブ・ザ・ナイトを受賞した。
2015年5月16日、UFC Fight Night: Edgar vs. Faberでイム・ヒョンギュと対戦し、パウンドでTKO勝ち。パフォーマンス・オブ・ザ・ナイトを受賞した。
2015年8月1日、UFC 190でウェルター級ランキング6位のデミアン・マイアと対戦し、リアネイキドチョークで一本負け。
2015年11月21日、UFC Fight Night: Magny vs. Gastelumでウェルター級ランキング15位のケルヴィン・ガステラムと対戦し、2-1の判定勝ち。ファイト・オブ・ザ・ナイトを受賞した。
2016年3月19日、UFC Fight Night: Hunt vs. Mirでウェルター級ランキング13位のヘクター・ロンバードと対戦し、パウンドでTKO勝ち。パフォーマンス・オブ・ザ・ナイトを受賞した。
2016年12月30日、UFC 207でウェルター級ランキング6位のジョニー・ヘンドリックスと対戦し、3-0の判定勝ち。
2017年9月9日、UFC 215でウェルター級ランキング10位のハファエル・ドス・アンジョスと対戦し、肩固めで一本負けを喫した。
2017年12月30日、UFC 219でウェルター級ランキング8位のカーロス・コンディットと対戦し、3-0の判定勝ち。
2018年11月17日、UFC Fight Night: Magny vs. Ponzinibbioでウェルター級ランキング10位のサンチアゴ・ポンジニッビオと対戦し、右ストレートでKO負け。
2019年5月14日、全米アンチドーピング機関（USADA）による抜き打ち薬物検査を5月5日に受け、禁止薬物Di-Hydroxy-LGD-4033の陽性反応が出たことを5月11日にUSADAから通知されたことをマグニーが自身で公表した。2019年9月11日、調査の結果、陽性反応の原因が汚染サプリメントによるものと証明されたため、USADAによる処分を受けずに済んだことをマグニーが自身で公表した。
2020年8月29日、UFC Fight Night: Smith vs. Rakićでウェルター級ランキング13位の元UFC世界ウェルター級王者ロビー・ローラーと対戦し、3-0の判定勝ち。
2021年1月20日、UFC on ESPN: Chiesa vs. Magnyでウェルター級ランキング8位のマイケル・キエーザと対戦し、0-3のの5R判定負け。
2021年5月7日、UFC on ESPN: Rodriguez vs. Watersonでウェルター級ランキング10位のジェフ・ニールと対戦し、3-0の判定勝ち。
2022年6月25日、UFC on ESPN: Tsarukyan vs. Gamrotでウェルター級ランキング15位のシャフカト・ラフモノフと対戦し、ギロチンチョークで2R一本負け。
2022年11月5日、UFC Fight Night: Rodriguez vs. Lemosでウェルター級ランキング14位のダニエル・ロドリゲスと対戦し、ダースチョークで3R一本勝ち。パフォーマンス・オブ・ザ・ナイトを受賞し、UFCウェルター級最多勝利記録「20勝」を更新した。
2023年1月21日、UFC 283でウェルター級ランキング5位のギルバート・バーンズと対戦し、肩固めで1R一本負け。
2023年8月19日、UFC 292のウェルター級ランキング13位のイアン・ギャリーと対戦し、0-3の判定負け。
2024年11月9日、UFC Fight Night: Magny vs. Pratesでカルロス・プラチスと対戦し、テンプルへかすめた左フックで1RKO負け。

## 人物・エピソード
- 2014年にロジャー・ウエルタと並びUFC年間最多記録となる年間5勝をあげた。
- UFCのメイクアップアーティストを長年務め、2020年3月にステージ4の乳がんと診断され闘病生活を送っていたスージー・フリトン（2021年没）へGoFundMeを通して1000ドルを寄付した[11]。
- 既婚者であり、白人女性との間に一人息子がいる。

## 戦績
| 総合格闘技 戦績 | 総合格闘技 戦績 | 総合格闘技 戦績 | 総合格闘技 戦績 | 総合格闘技 戦績 | 総合格闘技 戦績 | 総合格闘技 戦績 |
| --------------- | --------------- | --------------- | --------------- | --------------- | --------------- | --------------- |
| 43 試合         | (T)KO           | 一本            | 判定            | その他          | 引き分け        | 無効試合        |
| 30 勝           | 9               | 4               | 17              | 0               | 0               | 0               |
| 13 敗           | 4               | 6               | 3               | 0               | 0               | 0               |

| 勝敗 | 対戦相手                           | 試合結果                            | 大会名                                          | 開催年月日     |
| ○    | エリゼウ・ザレスキ・ドス・サントス | 2R 4:39 TKO（パウンド）             | UFC Fight Night: Taira vs. Park                 | 2025年8月2日   |
| ×    | カルロス・プラチス                 | 1R 4:50 KO（左フック）              | UFC Fight Night: Magny vs. Prates               | 2024年11月9日  |
| ×    | マイケル・モラレス                 | 1R 4:39 TKO（パウンド）             | UFC on ESPN 62: Cannonier vs. Borralho          | 2024年8月24日  |
| ○    | マイク・マロット                   | 3R 4:45 TKO（パウンド）             | UFC 297: Strickland vs. du Plessis              | 2024年1月20日  |
| ×    | イアン・ギャリー                   | 5分3R終了 判定0-3                   | UFC 292: Sterling vs. O'Malley                  | 2023年8月19日  |
| ○    | フィル・ロウ                       | 5分3R終了 判定2-1                   | UFC on ABC 5: Emmett vs. Topuria                | 2023年6月24日  |
| ×    | ギルバート・バーンズ               | 1R 4:15 肩固め                      | UFC 283: Teixeira vs. Hill                      | 2023年1月21日  |
| ○    | ダニエル・ロドリゲス               | 3R 3:33 ダースチョーク              | UFC Fight Night: Rodriguez vs. Lemos            | 2022年11月5日  |
| ×    | シャフカト・ラフモノフ             | 2R 4:58 ギロチンチョーク            | UFC on ESPN 38: Tsarukyan vs. Gamrot            | 2022年6月25日  |
| ○    | マックス・グリフィン               | 5分3R終了 判定2-1                   | UFC on ESPN 33: Blaydes vs. Daukaus             | 2022年3月26日  |
| ○    | ジェフ・ニール                     | 5分3R終了 判定3-0                   | UFC on ESPN 24: Rodriguez vs. Waterson          | 2021年5月8日   |
| ×    | マイケル・キエーザ                 | 5分5R終了 判定0-3                   | UFC on ESPN 20: Chiesa vs. Magny                | 2021年1月20日  |
| ○    | ロビー・ローラー                   | 5分3R終了 判定3-0                   | UFC Fight Night: Smith vs. Rakić                | 2020年8月29日  |
| ○    | アンソニー・ロッコ・マーティン     | 5分3R終了 判定3-0                   | UFC 250: Nunes vs. Spencer                      | 2020年6月6日   |
| ○    | リー・ジンリャン                   | 5分3R終了 判定3-0                   | UFC 248: Adesanya vs. Romero                    | 2020年3月7日   |
| ×    | サンチアゴ・ポンジニッビオ         | 4R 2:36 KO（右ストレート）          | UFC Fight Night: Magny vs. Ponzinibbio          | 2018年11月17日 |
| ○    | クレイグ・ホワイト                 | 1R 4:32 TKO（パウンド）             | UFC Fight Night: Thompson vs. Till              | 2018年5月27日  |
| ○    | カーロス・コンディット             | 5分3R終了 判定3-0                   | UFC 219: Cyborg vs. Holm                        | 2017年12月30日 |
| ×    | ハファエル・ドス・アンジョス       | 1R 3:43 肩固め                      | UFC 215: Nunes vs. Shevchenko 2                 | 2017年9月9日   |
| ○    | ジョニー・ヘンドリックス           | 5分3R終了 判定3-0                   | UFC 207: Nunes vs. Rousey                       | 2016年12月30日 |
| ×    | ロレンズ・ラーキン                 | 1R 4:08 TKO（肘打ち連打）           | UFC 202: Diaz vs. McGregor 2                    | 2016年8月20日  |
| ○    | ヘクター・ロンバード               | 3R 0:46 TKO（パウンド）             | UFC Fight Night: Hunt vs. Mir                   | 2016年3月19日  |
| ○    | ケルヴィン・ガステラム             | 5分5R終了 判定2-1                   | UFC Fight Night: Magny vs. Gastelum             | 2015年11月21日 |
| ○    | エリック・シウバ                   | 5分3R終了 判定2-1                   | UFC Fight Night: Holloway vs. Oliveira          | 2015年8月23日  |
| ×    | デミアン・マイア                   | 2R 2:52 リアネイキドチョーク        | UFC 190: Rousey vs. Correia                     | 2015年8月1日   |
| ○    | イム・ヒョンギュ                   | 2R 1:24 TKO（パウンド）             | UFC Fight Night: Edgar vs. Faber                | 2015年5月16日  |
| ○    | ストラッサー起一                   | 3R 1:22 リアネイキドチョーク        | UFC Fight Night: Henderson vs. Thatch           | 2015年2月14日  |
| ○    | ウィリアム・マカリオ               | 3R 2:40 TKO（マウントパンチ）       | UFC 179: Aldo vs. Mendes 2                      | 2014年10月25日 |
| ○    | アレックス・ガルシア               | 5分3R終了 判定3-0                   | UFC Fight Night: Henderson vs. dos Anjos        | 2014年8月23日  |
| ○    | ホドリゴ・ジ・リマ                 | 2R 2:32 KO（右ストレート→パウンド） | UFC Fight Night: Te Huna vs. Marquardt          | 2014年6月28日  |
| ○    | ティム・ミーンズ                   | 5分3R終了 判定3-0                   | UFC Fight Night: Brown vs. Silva                | 2014年5月10日  |
| ○    | ガサン・ウマラトフ                 | 5分3R終了 判定3-0                   | UFC 169: Barao vs. Faber                        | 2014年2月1日   |
| ×    | セス・バジンスキー                 | 5分3R終了 判定0-3                   | UFC: Fight for the Troops 3                     | 2013年11月6日  |
| ×    | セルジオ・モラエス                 | 1R 3:13 三角絞め                    | UFC 163: Aldo vs. Korean Zombie                 | 2013年8月3日   |
| ○    | ジョン・マンリー                   | 5分3R終了 判定3-0                   | UFC 157: Rousey vs. Carmouche                   | 2013年2月23日  |
| ○    | ダニエル・サンドマン               | 5分3R終了 判定3-0                   | Hoosier Fight Club 10                           | 2012年2月11日  |
| ×    | アンドリュー・トレース             | 1R 3:10 ギロチンチョーク            | Combat USA: Wisconsin vs. Illinois Championship | 2011年7月21日  |
| ○    | クアルトゥス・スティット           | 2R 0:38 三角絞め                    | Combat USA: Illinois State Finals               | 2011年5月14日  |
| ○    | ケヴィン・ノヴァチク               | 5分3R終了 判定3-0                   | Hoosier Fight Club 7: Validation                | 2011年4月9日   |
| ○    | ダリオン・テリー                   | 3R 2:13 TKO（パンチ連打）           | Rumble Time Promotions                          | 2010年11月19日 |
| ○    | ローレンス・ダニング               | 2R 3:09 TKO（パンチ連打）           | Cut Throat MMA: Supremacy                       | 2010年11月6日  |
| ○    | ネイト・プラット                   | 5分3R終了 判定3-0                   | C3 Fights: Slammin Jammin Weekend 6             | 2010年10月22日 |
| ○    | ノーラン・ノーウッド               | 2R 2:44 キムラロック                | C3 Fights: Slammin Jammin Weekend 5             | 2010年8月7日   |

## 表彰
- ブラジリアン柔術 茶帯
- UFC ファイト・オブ・ザ・ナイト（1回）
- UFC パフォーマンス・オブ・ザ・ナイト（4回）